# Vlag van Augustinusga

Vlag van Augustinusga

De vlag van Augustinusga is het dorpsvlag van het Nederlandse dorp Augustinusga, in de Friese gemeente Achtkarspelen. De vlag werd in 1999 geregistreerd.

## Beschrijving
De beschrijving van de vlag is als volgt:
Twee verticale banen groen - geel, met een lengteverhouding van 1 : 4; op het groen een witte klaver tussen twee witte eikels, het geheel geplaatst als een paal; op het midden van de gele baan een rood hart, waaruit vijf rode vlammen oprijzen, het geheel met een hoogte gelijk aan 4/5 vlaghoogte.
De kleuren zijn afkomstig van het dorpswapen. Voor de baan aan de broekzijde van de vlag zijn de tegenkleuren van de schildzoom van het wapen gebruikt.

## Symboliek
- Brandend hart: symbool voor de heilige Augustinus van Hippo, patroonheilige van de plaatselijke Augustinuskerk en naamgever van het dorp.[2]
- Rode kleur van hart: ook een symbool voor Augustinus van Hippo, tevens een verwijzing naar de voormalige heidegebieden rond het dorp.[2]
- Eikels en klaver: symbolen die terugkeren in de wapens van plaatselijke vooraanstaande families. Tevens een verwijzing naar de ligging in de Friese Wouden.[2]

## Zie ook

Wapen van Augustinusga